# Головчатка
Головчатка, или Цефалярия (лат. Cephalaria) — род растений подсемейства Ворсянковые (Dipsacoideae) семейства Жимолостные (Caprifoliaceae), включающий около 88 видов цветковых растений.

## Ареал
Виды рода встречаются в Южной Европе, западной и центральной Азии, а также в Северной и Южной Африке.

## Описание
В род включены одно- и многолетние растения высотой от 0,8 до 2 метров. Виды головчатки используются как пищевые растения личинками некоторых чешуекрылых видов, в том числе Schinia imperialis, которые питаются исключительно на Cephalaria procera.

## Виды
Некоторые виды:
- Cephalaria alpina (L.) Roem. & Schult. — Головчатка альпийская
- Cephalaria ambrosioides (Sibth. & Sm.) Roem. & Schult.
- Cephalaria aristata C.Koch
- Cephalaria armeniaca Bordz.
- Cephalaria coriacea (Willd.) Roem. & Schult. ex Steud.
- Cephalaria flava (Sibth. & Sm.) Szabó
- Cephalaria gigantea (Ledeb.) Bobrov
- Cephalaria joppica (Spreng.) Bég.
- Cephalaria laevigata (Waldst. & Kit.) Schrad.
- Cephalaria leucantha (L.) Roem. & Schult.
- Cephalaria linearifolia Lange
- Cephalaria litvinovii Bobrov
- Cephalaria pastricensis Dörfl. & Hayek
- Cephalaria procera Fisch. & Avé-Lall.
- Cephalaria radiata Griseb. & Schenk
- Cephalaria setulifera Boiss. & Heldr.
- Cephalaria squamiflora (Sieber) Greuter
- Cephalaria scabra (L.f.) Roem. & Schult.
- Cephalaria syriaca (L.) Roem. & Schult.
- Cephalaria tchihatchewii Boiss.
- Cephalaria transylvanica (L.) Roem. & Schult.
- Cephalaria uralensis (Murray) Roem. & Schult. — Головчатка уральская

## Применение и использование
Некоторые виды используются в качестве декоративных растений, наиболее популярный вид — Cephalaria gigantea, многолетний вид родом с Кавказа, который ценится за высокие, до 2 метров, стебли с тёмно-зелёными листьями и жёлтые цветы.